# Alouma
Alouma est un village du Cameroun situé dans la région de l'Est et le département du Haut-Nyong. Il fait partie de l'arrondissement de Somalomo.

## Population
En 1966-1967, Alouma comptait 267 habitants. Lors du recensement de 2005, on y a dénombré 257 personnes.
Ce sont pour la plupart des Badjoué.
On y parle le badwe’e, un dialecte du koonzime, une langue bantoïde des Grassfields.